# Задняя соединительная артерия
Парные за́дние соедини́тельные арте́рии (левая и правая) — это артерии в основании головного мозга человека, составляющие одну из частей Виллизиева круга. Каждая из задних соединительных артерий соединяет три мозговые артерии на соответствующей стороне. Передней своей частью задняя соединительная артерия соединяется с соответствующей внутренней сонной артерией до её окончательного разделения на две артерии — переднюю и среднюю мозговые артерии. В то же время задней своей частью задняя соединительная артерия соединяется с соответствующей задней мозговой артерией.
Кровообращение головного мозга обеспечивается двумя парными внутренними сонными артериями (левой и правой) и двумя парными задними мозговыми артериями (также левой и правой). Две парные задние соединительные артерии, левая и правая, соединяют эти две системы циркуляции крови. Это обеспечивает избыточность, или наличие коллатералей в системе кровоснабжения мозга. Таким образом, если одна из этих главных артерий закупоривается тромбом, или суживается в результате, например, атеросклеротического процесса, или в результате воспаления при артериите, или сдавливается растущей опухолью, другие артерии, соединённые в Виллизиев круг при помощи упомянутых коллатералей, может взять на себя функцию выпавшей из кровообращения артерии.

## Патологические состояния
Аневризма задней соединительной артерии является третьим по распространённости видом аневризм артерий Виллизиева круга и вообще артерий головного мозга. Наиболее частым видом аневризм артерий Виллизиева круга, однако, являются аневризмы передней соединительной артерии, которые в случае их разрыва и кровоизлияния в соответствующую область головного мозга могут привести к параличу глазодвигательного нерва.

## Эмбриональное развитие
Развитие задней соединительной артерии в головном мозге развивающегося эмбриона человека происходит на относительно поздней стадии развития, и начинается со слияния нескольких эмбриональных артерий вблизи каудального конца будущей задней соединительной артерии.
У 70—90 % развивающихся эмбрионов человека «первоначальная версия» зародышевой задней соединительной артерии начинается как продолжение эмбриональной внутренней сонной артерии. В процессе дальнейшего эмбрионального развития головного мозга, по мере того, как позвоночные и основная артерия становятся более выраженными и начинают играть всё большую роль в кровообращении головного мозга эмбриона, а зародышевые внутренние сонные артерии уменьшаются, эта «первоначальная версия» зародышевой ЗСА тоже подвергается полной или частичной регрессии. «Окончательная» же версия ЗСА развивается из основной артерии. У остальных же 10—30 % развивающихся эмбрионов человека она изначально развивается как продолжение эмбриональной основной артерии, что сохраняется в процессе дальнейшего развития эмбриона. В итоге лишь у 20 % взрослых людей «окончательная» версия задней соединительной артерии происходит от той первоначальной зародышевой задней соединительной артерии, берущей начало от внутренней сонной артерии, а не от основной артерии.

## Дополнительные ссылки
- На Викискладе есть медиафайлы по теме Задняя соединительная артерия
- Анатомическая диаграмма: 13048.000-1. Иллюстрированный навигатор от Roche Lexicon. Elsevier. Архивировано 1 января 2014 года.
- Анатомическая диаграмма: 13048.000-3. Иллюстрированный навигатор от Roche Lexicon. Elsevier. Архивировано 1 января 2014 года.